# 香港廉政公署電視劇集系列
香港廉政公署電視劇集系列（簡稱廉署劇集系列）是由香港廉政公署拍攝製作而推出的電視劇集系列，於1976年開始推出，至今共製作了16部電視劇集，每集均以真實個案改編。

## 系列
| 播放/推出日期          | 劇名                                    | 集數  | 備 |
| ---------------------- | --------------------------------------- | ----- | --- |
| 03/1976                | 靜默的革命                              | 13    | 與麗的電視（亞洲電視前身）聯合製作而首播 每集半小時 以連續劇形式串連各單元製作                                         |
| 03/01/1978             | ICAC                                    | 5 (7) | 無綫電視首播，同年6月於佳藝電視重播 其中兩集（單元六《男子漢》及單元七《查案記》）在電視台被禁播（1999年解禁）         |
| 27/06/1981             | 廉政先鋒                                | 7     | 無綫電視首播，1982年於亞洲電視重播 單元二《大龍鳳》片長一小時三十分 單元六《救星與四房客》片長一小時十五分             |
| 19/05/1985             | 廉政先鋒（第二輯） 副劇名《ICAC行動組》 | 6     | 亞洲電視首播，1986年8月於無綫電視重播 以連續劇形式串連各單元製作                                                       |
| 17/07/1989             | 廉政先鋒（第三輯）                      | 13    | 無綫電視首播，1990年於亞洲電視重播 每集半小時                                                                          |
| 18/02/1992             | 廉政行動                                | 7     | 亞洲電視於2月首播，同年8月於無綫電視重播 其中三集為一小時，其餘四集為半小時                                            |
| 24/07/1994             | 廉政行動1994                            | 5     | 與無綫電視聯合製作而首播，內附廉政公署成立20週年回顧特輯（《廉政先鋒二十年電視劇集回顧》）                             |
| 22/09/1996             | 廉政行動1996                            | 5     | 與無綫電視聯合製作而首播，內附製作特輯 單元一《飛越關卡》片長一小時三十分                                              |
| 01/11/1998             | 廉政行動1998                            | 5     | 與無綫電視聯合製作而首播，內附廉政公署成立25週年回顧特輯（《廉政廿五載光影的印證》）                                   |
| 10/02/2001             | 廉政追擊                                | 5     | 與無綫電視聯合製作而首播，內附製作特輯                                                                                 |
| 18/04/2004             | 廉政行動2004                            | 5     | 與無綫電視聯合製作而首播，內附製作特輯 單元一《終極鬥智》有足本導演特別版（可於廉政公署觀看，全長57分鐘22秒。）        |
| 01/09/2007- 29/09/2007 | 廉政行動2007                            | 5     | 與無綫電視聯合製作而首播，內附製作特輯 單元五《空卡》有足本導演特別版                                                  |
| 26/09/2009- 24/10/2009 | 廉政行動2009                            | 5     | 與無綫電視聯合製作而首播，內附製作特輯 單元三《維修大鱷》有足本導演特別版                                              |
| 05/11/2011- 03/12/2011 | 廉政行動2011                            | 5     | 與香港電台電視部聯合製作，無綫電視首播，內附製作特輯 2015年六月連同製作特輯於港台電視31播出                            |
| 29/03/2014- 03/05/2014 | 廉政行動2014                            | 5     | 與無綫電視聯合製作而首播，內附製作特輯 全部集數片長一小時三十分                                                        |
| 23/04/2016- 21/05/2016 | 廉政行動2016                            | 5     | 與無綫電視聯合製作而首播，內附製作特輯 以連續劇形式製作                                                                |
| 06/04/2019- 04/05/2019 | 廉政行動2019                            | 5     | 與無綫電視聯合製作而首播，內附製作特輯 以連續劇形式串連各單元製作                                                      |
| 01/05/2022- 29/05/2022 | 廉政行動2022                            | 5     | 與無綫電視聯合製作而首播，內附製作特輯 以連續劇形式製作                                                                |
| 21-25/10/2024          | 廉政行動2024                            | 5     | 與無綫電視聯合製作而首播，內附廉政公署成立50週年回顧特輯 無綫電視首部作為台慶劇的廉政系列劇集 所有單元有足本導演特別版 |

## 軼聞
廉署自《廉政行動1994》起與電視廣播有限公司聯合製作大部分劇集，只是在計劃製作《廉政行動2011》時一宗涉及該公司人員之貪污案已進入司法程序，為免引起利益衝突，該輯改由香港電台電視部負責拍攝，但仍於周末晚上黃金時間於無綫電視翡翠台首播。縱使如此，由於是政府機構關係，為了公平，每輯劇集均是公開招標。
為使全港巿民能收看劇集，廉署只會與本地免費電視台合作，但港台曾安排《廉政行動2011》在收費之Now TV和有線電視播映。此外由於廉署重視的關係，參與演出的演員均被廉署審查，確保他們具有良好品格及廉潔形象，因此不是每一位演員都能參與演出。過去一部分參與演員，當時並不是主力拍攝電視劇，而是主力拍攝電影的電影演員，专门特別參與電視劇演出，如何家駒、黃秋生、梁克信、黃光亮、郭錦恩、狄龍、林國斌、徐錦江、朱永棠等。
梁健平於1989至2009年間連續20年無間斷參與《香港廉政公署電視劇集系列》合共9輯演出，為1976年播出首輯至今連續時間最長兼演出次數最多的演員。
1978年《ICAC》單元六及七改編自警務人員貪污案，基於當時1977年警廉衝突發生的背景下將兩集禁播，而1981年《廉政先鋒》亦將單元三《工字簿》（改編自1977年油麻地果欄案）避談警務人員涉貪部份，僅描述毒販勾結海關人員的部份。1985年《廉政先鋒》（第二輯）全部六集四個故事均有角色喪命，為1976年播出首輯至今絕無僅有。1992年《廉政行動》於下午時段播出時將所有粗口消音，原聲版本可於廉政公署網頁觀看。1985年《廉政先鋒》（第二輯）與2001年《廉政追擊》與《廉政公署電視劇集》系列不同的地方，在於嘗試以刻劃貪污者和調查人員等以及周邊人物的內心世界為主，且改編幅度較大，而並非完全以緊張刺激的查案過程為主線。
無綫電視專為廉署劇集系列所用的音樂由《廉政行動1994》開始一直使用到現在已是第四代。第一代主題音樂源自羅永暉作曲的1985年《廉政先鋒》（第二輯）主題音樂（主題及多個變奏版本亦作為1985年及1994年插曲，1996年則使用完整版主題作為片尾曲）再由潘漢偉重新編曲而成（1996年只使用30秒版本），而第二代則由潘漢偉作曲並於2001年從《廉政追擊》起作為片頭及過場音樂使用（2014年只用於過場及插曲），第三代主題音樂同樣由潘漢偉作曲並於2001年起原為片尾音樂及拘捕行動的插曲，但從《廉政行動2014》開始才正式成為主題音樂（2014年過場、1-4集片尾及2019年片尾除外），第四代由InterMusic Production Limited將第三代主題音樂重新編曲而成及自《廉政行動2024》開始使用。因版權關係，若有廉署劇集並非與無綫電視聯合製作時，相關主題音樂將不會獲得採用，如《廉政行動2011》便採用由張學友主唱之火光為主題曲。

## 外部連結
- 廉政公署官方網站 - 電視劇集 （页面存档备份，存于）
- 無綫電視官方網頁 - 廉政追擊
- 無綫電視節目網頁 - 廉政行動2009 （页面存档备份，存于）
- 香港電台官方網頁 - 廉政行動2011 （页面存档备份，存于）
- 香港電台節目網頁 - 廉政行動2011
- 香港電台2011新季度電視節目網頁 - 廉政行動2011
- 廉政行動2016網頁 （页面存档备份，存于）